# Canottaggio ai Giochi della XXXII Olimpiade
Le gare di canottaggio dei Giochi della XXXII Olimpiade si sono svolte al Sea Forest Waterway (Central Breakwater) nella Baia di Tokyo tra il 23 e il 30 luglio 2021. Sono stati disputati 14 eventi, 7 maschili e 7 femminili.

## Calendario
| Uomini |  |  |  |  | 4 di coppia | 4 senza 2 di coppia | 2 senza 2 di coppia p.l. | Singolo Otto | 7  |
| Donne  |  |  |  |  | 4 di coppia | 4 senza 2 di coppia | 2 senza 2 di coppia p.l. | Singolo Otto | 7  |
| Totale |  |  |  |  | 2           | 4                   | 4                        | 4            | 14 |

|  | Qualificazioni |  | Finali |

## Podi

### Uomini
| Evento                                | Oro | Perform. | Argento | Perform. | Bronzo | Perform. |
| Singolo (dettagli)                    | Stefanos Ntouskos | 6'40"45  | Kjetil Borch | 6'44"66  | Damir Martin | 6'42"58  |
| Due di coppia (dettagli)              | Francia Hugo Boucheron Matthieu Androdias | 6'00"33  | Paesi Bassi Melvin Twellaar Stef Broenink | 6'00"53  | Cina Liu Zhiyu Zhang Liang | 6'03"63  |
| Due di coppia pesi leggeri (dettagli) | Irlanda Fintan McCarthy Paul O'Donovan | 6'06"43  | Germania Jonathan Rommelmann Jason Osborne | 6'07"29  | Italia Stefano Oppo Pietro Ruta | 6'14"30  |
| Due senza (dettagli)                  | Croazia Martin Sinković Valent Sinković | 6'15"29  | Romania Marius Cozmiuc Ciprian Tudosă | 6'16"58  | Danimarca Frederic Vystavel Joachim Sutton                                                                                                   | 6'19"88  |
| Quattro di coppia (dettagli)          | Paesi Bassi Dirk Uittenbogaard Abe Wiersma Tone Wieten Koen Metsemakers                                                                      | 5'32"03  | Gran Bretagna Harry Leask Angus Groom Tom Barras Jack Beaumont                                                                                         | 5'33"75  | Australia Jack Cleary Caleb Antill Cameron Girdlestone Luke Letcher                                                                          | 5'33"97  |
| Quattro senza (dettagli)              | Australia Alexander Purnell Spencer Turrin Jack Hargreaves Alexander Hill                                                                    | 5'42"76  | Romania Mihăiță Țigănescu Mugurel Semciuc Ștefan Berariu Cosmin Pascari                                                                                | 5'43"13  | Italia Matteo Castaldo Marco Di Costanzo Matteo Lodo Giuseppe Vicino Bruno Rosetti*                                                          | 5'43"60  |
| Otto (dettagli)                       | Nuova Zelanda Tom MacKintosh Hamish Bond Thomas Murray Michael Brake Dan Williamson Phillip Wilson Shaun Kirkham Matt MacDonald Sam Bosworth | 5'24"64  | Germania Johannes Weißenfeld Laurits Follert Olaf Roggensack Torben Johannesen Jakob Schneider Malte Jakschik Richard Schmidt Hannes Ocik Martin Sauer | 5'25"60  | Gran Bretagna Josh Bugajski Jacob Dawson Thomas George Moe Sbihi Charles Elwes Oliver Wynne-Griffith James Rudkin Thomas Ford Henry Fieldman | 5'25"73  |

Nota: * Non partecipante alla finale perché positivo al COVID-19, insignito della medaglia per decisione straordinaria del CIO.

### Donne
| Evento                                | Oro | Perform. | Argento | Perform. | Bronzo                                                                                             | Perform. |
| Singolo (dettagli)                    | Emma Twigg | 7'13"97  | Hanna Prakatsen | 7'17"39  | Magdalena Lobnig                                                                                   | 7'19"72  |
| Due di coppia (dettagli)              | Romania Ancuța Bodnar Simona Radiș | 6'41"03  | Nuova Zelanda Brooke Donoghue Hannah Osborne                                                                                           | 6'44"82  | Paesi Bassi Roos de Jong Lisa Scheenaard                                                           | 6'45"73  |
| Due di coppia pesi leggeri (dettagli) | Italia Valentina Rodini Federica Cesarini | 6'47"54  | Francia Laura Tarantola Claire Bové | 6'47"68  | Paesi Bassi Marieke Keijser Ilse Paulis                                                            | 6'48"03  |
| Due senza (dettagli)                  | Nuova Zelanda Grace Prendergast Kerri Gowler | 6'50"19  | ROC Vasilisa Stepanova Elena Orjabinskaja                                                                                              | 6'51"45  | Canada Caileigh Filmer Hillary Janssens                                                            | 6'52"10  |
| Quattro di coppia (dettagli)          | Cina Chen Yunxia Zhang Ling Lyu Yang Cui Xiaotong                                                                                                   | 6'05"13  | Polonia Agnieszka Kobus Marta Wielickzo Maria Sajdak Katarzyna Zillmann                                                                | 6'11"36  | Australia Ria Thompson Rowena Meredith Harriet Hudson Caitlin Cronin                               | 6'12"08  |
| Quattro senza (dettagli)              | Australia Lucy Stephan Rosemary Popa Jessica Morrison Annabelle McIntyre                                                                            | 6'15"37  | Paesi Bassi Ellen Hogerwerf Karolien Florijn Ymkje Clevering Veronique Meester                                                         | 6'15"71  | Irlanda Aifric Keogh Eimear Lambe Fiona Murtagh Emily Hegarty                                      | 6'20"46  |
| Otto (dettagli)                       | Canada Lisa Roman Kasia Gruchalla-Wesierski Christine Roper Andrea Proske Susanne Grainger Madison Mailey Sydney Payne Avalon Wasteneys Kristen Kit | 5'59"13  | Nuova Zelanda Ella Greenslade Emma Dyke Lucy Spoors Kelsey Bevan Grace Prendergast Kerri Gowler Beth Ross Jackie Gowler Caleb Shepherd | 6'00"04  | Cina Wang Zifeng Wang Yuwei Xu Fei Miao Tian Zhang Min Ju Rui Li Jingjing Guo Linlin Zhang Dechang | 6'01"21  |

## Medagliere
| Pos.   | Paese         | Oro | Argento | Bronzo | Totale |
| ------ | ------------- | --- | ------- | ------ | ------ |
| 1      | Nuova Zelanda | 3   | 2       | 0      | 5      |
| 2      | Australia     | 2   | 0       | 2      | 4      |
| 3      | Paesi Bassi   | 1   | 2       | 2      | 5      |
| 4      | Romania       | 1   | 2       | 0      | 3      |
| 5      | Francia       | 1   | 1       | 0      | 2      |
| 6      | Cina          | 1   | 0       | 2      | 3      |
| 6      | Italia        | 1   | 0       | 2      | 3      |
| 8      | Canada        | 1   | 0       | 1      | 2      |
| 8      | Croazia       | 1   | 0       | 1      | 2      |
| 8      | Irlanda       | 1   | 0       | 1      | 2      |
| 11     | Grecia        | 1   | 0       | 0      | 1      |
| 12     | Germania      | 0   | 2       | 0      | 2      |
| 12     | ROC           | 0   | 2       | 0      | 2      |
| 14     | Gran Bretagna | 0   | 1       | 1      | 2      |
| 15     | Norvegia      | 0   | 1       | 0      | 1      |
| 15     | Polonia       | 0   | 1       | 0      | 1      |
| 17     | Austria       | 0   | 0       | 1      | 1      |
| 17     | Danimarca     | 0   | 0       | 1      | 1      |
| Totale | Totale        | 14  | 14      | 14     | 42     |